# Deposizione (Rubens Anversa)
La Deposizione è il pannello centrale del trittico dipinto, ad olio su tavola, tra il 1611 e il 1614 da Peter Paul Rubens. È tuttora conservato nella sua collocazione originaria, ovvero la Cattedrale di Nostra Signora di Anversa. Il dipinto, considerato uno dei maggiori capolavori di Rubens, raffigura il momento in cui il corpo di Gesù viene deposto dalla croce per essere posto nel sepolcro. 

## Storia
L'opera fu commissionata - in data 7 settembre 1611 - dalla Gilda degli archibugieri, il cui santo patrono era San Cristoforo. Nel complesso, il dipinto affonda le sue radici nella tradizione artistica italiana, influenzato dal Manierismo di artisti quali Francesco Salviati, Federico Barocci, Iacopino del Conte, il Cigoli e Daniele da Volterra, a loro volta con grande probabilità ispirati dalle idee michelangiolesche e dai precedenti esempi del XV secolo. Tuttavia, il dipinto di Rubens si distingue dai drammatici artisti italiani nella rappresentazione di un momento così ritualistico e solenne come quello della deposizione del corpo di Gesù, che viene accolto dalle braccia dei fedeli.
Nel 1794 Napoleone Bonaparte prelevò il dipinto dalla cattedrale (assieme all'Innalzamento della Croce) e lo fece trasferire al Museo del Louvre. In seguito alla sua sconfitta, ambedue le tavole furono restituite alla Cattedrale di Anversa nel 1815.

### Contesto religioso
Nella Deposizione, Rubens mette in evidenza l'elemento trionfante della croce e decide di catturare il momento in cui il corpo di Gesù viene deposto dalla croce, riuscendo a conferire alla scena grande drammaticità e carica emotiva. Le figure disegnate sono caratterizzate da un'espressività esagerata, che enfatizza il dolore, la tristezza e l'impatto emotivo che segue alla morte di Cristo. Il trittico invita lo spettatore a riflettere sull'importanza del sacrificio di Cristo e ad approfondire la devozione emotiva verso la sua figura; risalta, inoltre, la sua natura divina. Durante la Controriforma, si richiese che la rappresentazione del Salvatore sofferente avesse un aspetto più eroico e divino. Oltre all'interpretazione del sacrificio di Cristo, la Chiesa cattolica in tale periodo esigé delle raffigurazioni accurate degli eventi biblici o più generalmente cristiani come la vita della Vergine, la vita di Gesù e le storie dei santi indicate dal Concilio di Trento.
Rubens ribaltò la concezione della Vergine, trasformandola da una figura fragile e agonizzante ad una ferma e valorosa, basandosi sul Vangelo secondo Giovanni (Gv 19, 25). Il dipinto accentua le novità del cattolicesimo della Controriforma. Tra esse vi è una maggiore attenzione verso la Vergine, considerata quindi figura cruciale nonché corredentrice, che ha condiviso l'opera della redenzione con suo figlio e ha collaborato nel compito divino di salvare l'umanità. Al contrario di tutto ciò nel protestantesimo l'importanza di onorare Maria veniva limitata o addirittura negata.

## Descrizione

### Soggetto
La deposizione dalla croce del Cristo morto è tema iconografico apprezzato sin dal XV secolo. Rubens aveva già immaginato di portarne a termine una sua versione anche prima della commissione degli archibugieri. A differenza della Deposizione di Rogier van der Weyden, il corpo di Gesù viene calato con attenzione da un gruppo di uomini; il sudario bianco, che circonda il suo corpo, rende il movimento più complicato.

#### Nei Vangeli
Il soggetto è riscontrabile in diversi passi della Bibbia: nel vangelo secondo Matteo (Mt 27, 57-60); nel vangelo secondo Marco (Mc 15, 43-46); nel vangelo secondo Luca (Lc 23, 50-53) e nel vangelo secondo Giovanni (Gv 19, 38-42). Viene descritto l'episodio durante il quale un uomo proveniente da Arimatea noto come Giuseppe, in seguito alla morte e alla sepoltura di Gesù, di cui era discepolo, chiese a Ponzio Pilato il corpo del suo maestro e Pilato esaudì la sua richiesta. Allora Giuseppe avvolse il corpo in un lenzuolo pulito e lo posizionò in una tomba scavata nella roccia.

### Analisi

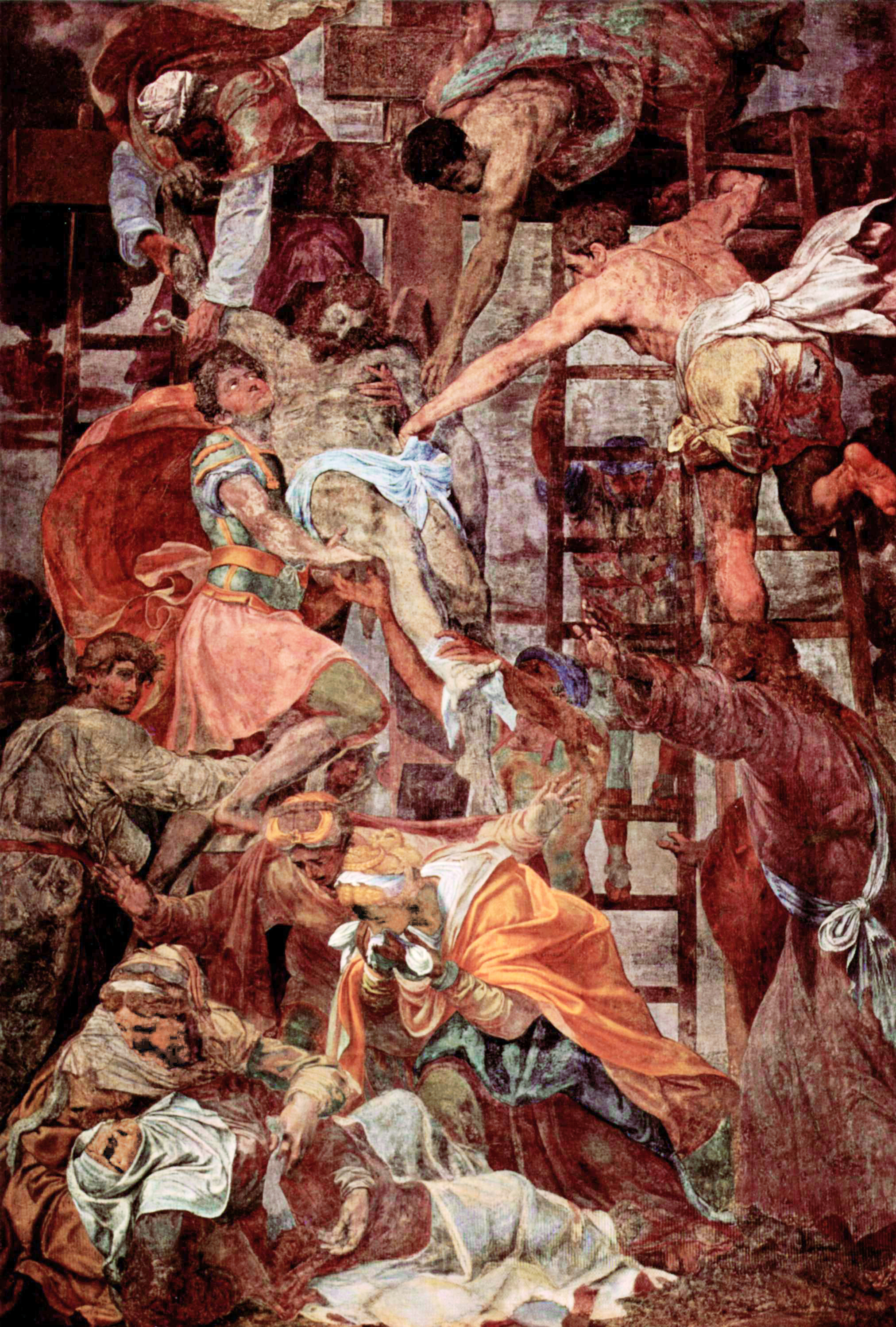
La Deposizione affrescata da Daniele da Volterra.

Il punto focale del dipinto è proprio il pannello centrale, dove viene dipinto un gruppo di figure intrecciate e disposte in forma ellittica attorno al corpo senza vita di Gesù. San Giovanni, che indossa un mantello scarlatto e poggia il piede destro sulla scala per sostenersi, è colui che regge maggiormente il peso del corpo. Giuseppe d'Arimatea è collocato diagonalmente di fronte a San Giovanni, per aiutarlo. Nicodemo è posto sulla scala (a metà della stessa e accanto a San Giovanni), mentre due uomini appoggiati sulla traversa della croce abbassano il corpo: particolare la raffigurazione di uno dei due, che tiene tra i denti il sudario pur di tenere entrambe le mani libere. Maria Maddalena e Maria di Cleofa si trovano ai piedi della croce, con la prima che tiene i piedi di Gesù. La Vergine è rappresentata in posizione eretta, mentre tende le braccia e tocca il gomito del figlio: la postura, l'espressione e il pallore del volto lasciano trasparire la sua angoscia e la sua sofferenza.
In basso a destra, a terra, sono visibili un'iscrizione e un catino di rame dove giacciono la corona di spine e i chiodi della crocifissione nel sangue rappreso. La folla, esaltata dallo spettacolo della tortura, è già andata via dal monte Golgota, e il giorno rabbuia. Dopo il sacrificio del Calvario, così come indicato nelle Scritture, il cielo scuro e triste è attraversato da una luce, che qui colpisce le spalle degli uomini, le cui pose richiamano la composizione concepita da Daniele da Volterra. 
Tutti i personaggi sono fortemente illuminati e ciò permette di ottenere un marcato effetto in rilievo, accentuato ulteriormente dallo sfondo avvolto nell'oscurità. Quest'ultimo si apre, infatti, su uno scorcio di cielo serale, sul lato sinistro del dipinto.

## Il trittico

### Composizione
Esternamente rispetto ai tre pannelli, Rubens dipinse il santo patrono della gilda, ovvero San Cristoforo, nome che in greco vuol dire "[colui che] porta Cristo". All'interno, il pannello centrale raffigura proprio il corpo di Cristo deposto dalla croce da parte di un gruppo di uomini. Nel pannello di sinistra è rappresentata la Visitazione, con Maria che porta in grembo Gesù. In quello di destra è visibile, invece, la Presentazione al Tempio di Gesù.

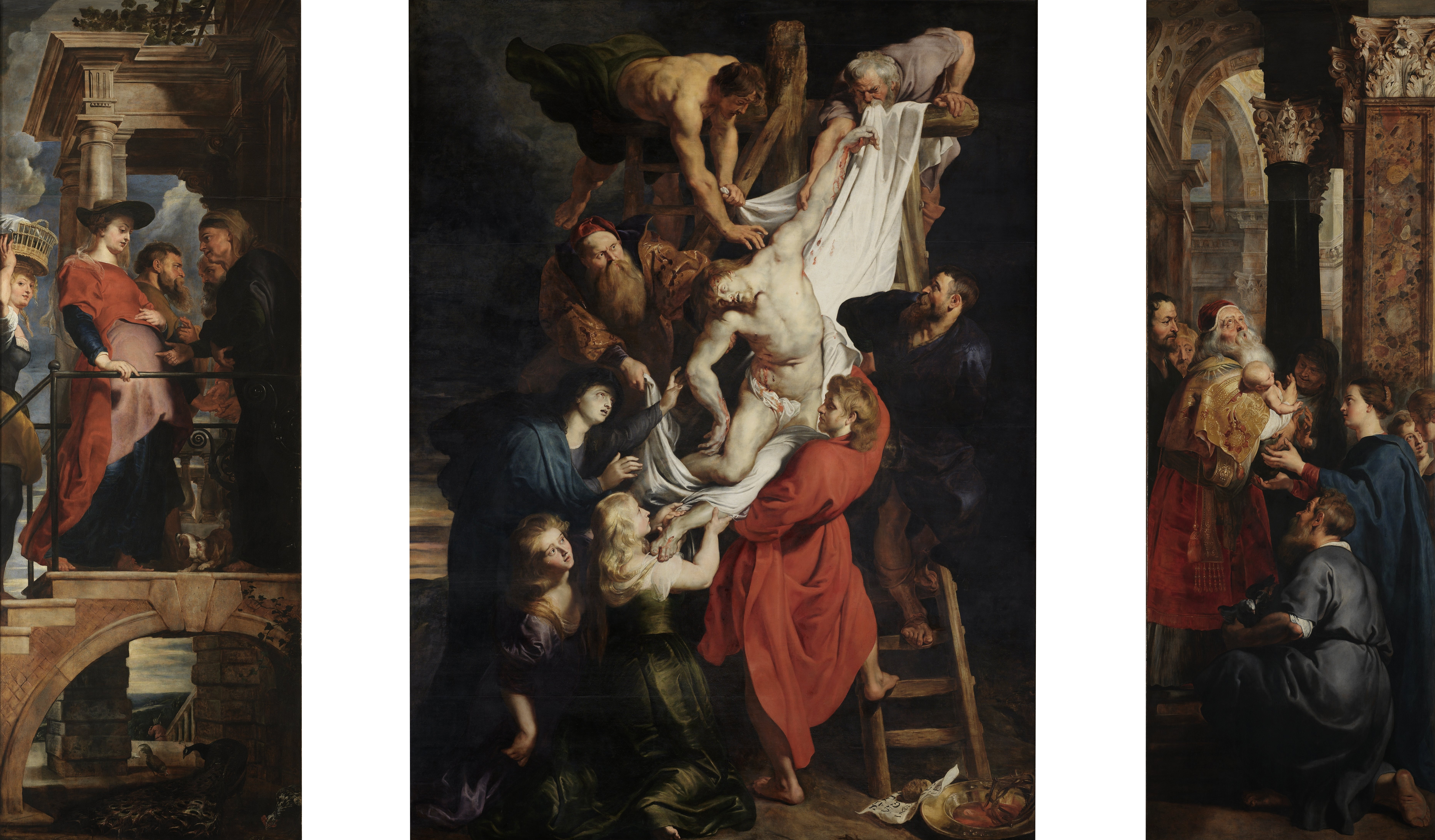
Il trittico nella sua interezza.

#### San Cristoforo

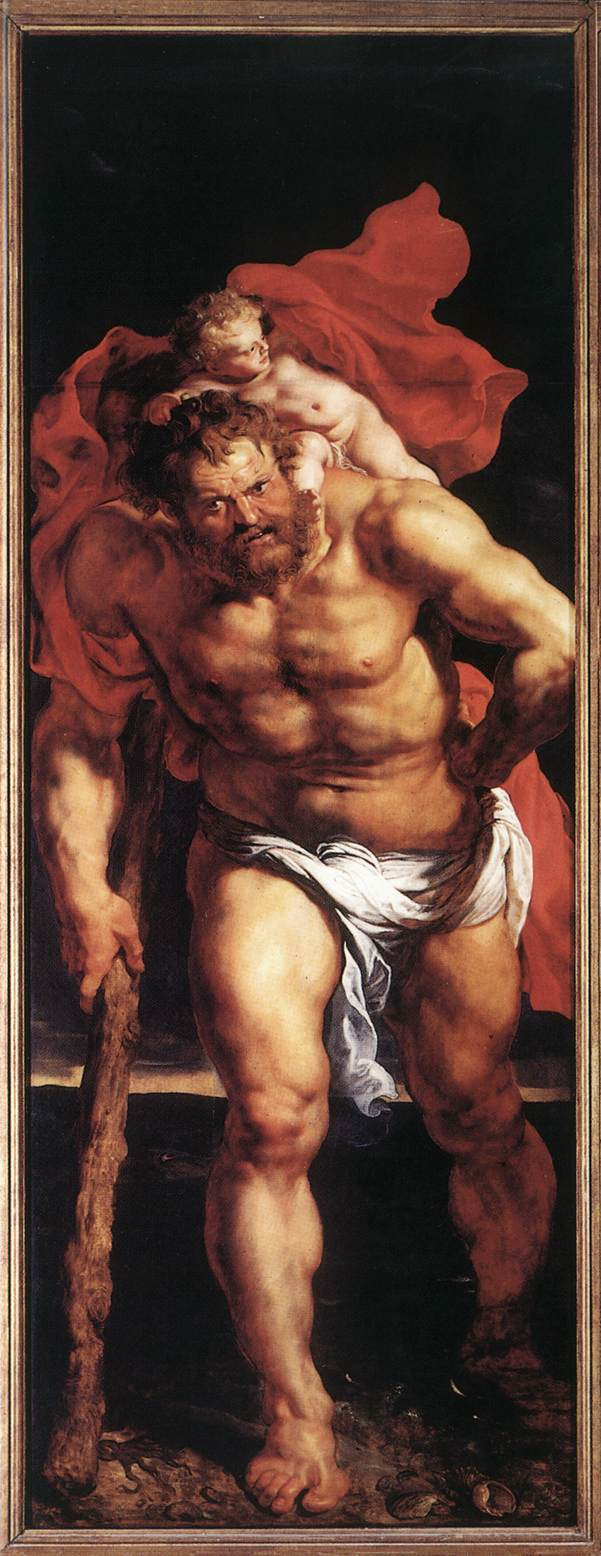
Il San Cristoforo.

Si tratta di una figura popolare in età medievale (e che peraltro fa parte dei cosiddetti santi ausiliatori): spesso, nelle rappresentazioni iconografiche, assunse le sembianze di Cinocefalo, e fu noto per l'episodio secondo il quale, essendo lui un traghettatore, aiutò un bambino - rivelatosi poi Gesù - ad attraversare un ruscello. Le sue vicende sembrano mescolarsi con elementi tratti da storie popolari, tra le quali una in particolare riguarda un gigante che portò il Bambino Gesù sulla sua schiena per attraversare un fiume sembra molto vicina. Ciononostante, la storia di Cristoforo è in grado di enfatizzare la sua nobilitazione umanistica. Alcuni umanisti ritennero la venerazione del santo paragonabile a una forma di superstizione; in questo caso, invece, è utilizzato come metafora per indicare l'Eucaristia, sacramento fondamentale per la religione cattolica: secondo quest'ultima - e contrariamente a quanto sostenuto dalla dottrina protestante - l'Eucaristia stessa sarebbe proprio il corpo di Gesù Cristo.

#### Visitazione
Il soggetto si trova sul lato sinistro. La scena è ambientata su di un ponte, in posizione sopraelevata, mentre alle spalle dei personaggi si trova un portico dal gusto classico. Sul ponte Maria, in stato di attesa, incontra la cugina Elisabetta, anche lei incinta di San Giovanni Battista.

#### Presentazione al tempio
Sul lato destro l'ambientazione è posta all'interno di un tempio meticolosamente progettato, dove Simeone tiene tra le braccia il Bambino Gesù. Le scene laterali condividono il tema della nascita e della vita di Cristo, in contrapposizione al pannello centrale dove viene rappresentata la sua morte.

## Versioni dell'opera
Oltre all'opera conservata ad Anversa, Rubens ha dipinto almeno altre tre versioni aventi lo stesso soggetto della deposizione: si è trattato, difatti, di uno dei temi su cui l'artista è tornato più volte nel corso della sua carriera.
| Immagine | Versione    | Data       | Ubicazione                            |
| -------- | ----------- | ---------- | ------------------------------------- |
|          | Deposizione | 1600-1602  | Siegerland Museum, Siegen             |
|          | Deposizione | 1616-1617  | Palais des Beaux-Arts de Lille, Lilla |
|          | Deposizione | 1616 circa | Courtauld Gallery, Londra             |
|          | Deposizione | 1617-1618  | Ermitage, San Pietroburgo             |